# Xã Lincoln, Quận Marshall, Minnesota
Xã Lincoln (tiếng Anh: Lincoln Township) là một xã thuộc quận Marshall, tiểu bang Minnesota, Hoa Kỳ. Năm 2010, dân số của xã này là 117 người.